# 森田GM
森田GM（もりた じーえむ、1993年〈平成5年〉3月5日 - ）は、日本のお笑いタレント。旧芸名及び本名、森田 智裕（もりた ともひろ）。松竹芸能所属。大阪府出身。

## 略歴
大阪府出身。小学生全国模試7位、科目別で1位に輝く。洛南高校・大阪大学経済学部卒業。学生時代には「ミナミ産地」というコンビでワラチャン! U-20お笑い日本一決定戦に出場し、準決勝に進出した経験を持つ。ケイダッシュステージ所属のハナフダは高校の同期。
2013年にNSC大阪校35期を卒業。その後は松竹芸能に所属しトリオで活動していたが、メンバーが脱退する形でコンビ「絶対的7％」を結成した。絶対的7％では、ツッコミ・ネタ作りを担当した。
2022年にコンビを解散し、ピン芸人として活動。同年にははっぴちゃん。と「はっぴちゃん。とGM」を結成。M-1グランプリ2022に出場し、二回戦に進出。その後解散し、再びピンで活動していたが、元「ハノーバー」の良元カルビと「よしもとズ」を結成。同時期にエレファントミネマツと「ロージャンハン」を結成。よしもとズではキングオブコント2023で準々決勝に、M-1グランプリ2023で3回戦に進出。ロージャンハンではM-1グランプリ2023で3回戦に進出した。2024年に良元と正式にコンビ「百点飯店」を結成。それに伴い、ロージャンハンを解散した。2025年2月に百点飯店を解散。
ピン芸人としてでは、R-1グランプリに絶対的7％の時から参加しており、R-1グランプリ2023、2024に準々決勝に進出。2023年には、芸歴15年以下の芸人が対象のイベント「TSUMEATO～爪痕～2023」に参加し、優勝している。

## 人物
- 身長173cm、体重59kg。BWHはそれぞれ85・79・86、足の大きさ27cm。血液型AB型。
- 芸名の「GM」はGeneral Managerの略。2021年3月14日に本名から改名した。
- 趣味および特技は漫画(単行本2000冊所有)、週に8雑誌(ジャンプ、ヤングマガジン、スピリッツ、サンデー、 マガジン、チャンピオン、ヤングジャンプ、モーニング)を読む、音楽(邦楽ロック)、フェスに行く、ボードゲーム、MARVEL[1]。
- 2020年に、すべらない話の最終オーディションまで進み「竹の子会」という話がTVにてOAされた経験がある[12]。
- 南アフリカの打楽器・アサラトを愛用している[13]。

## 賞レース戦歴
- 2023年 TSUMEATO～爪痕～2023 優勝
- 2023年 R-1グランプリ2023 準々決勝進出
- 2024年 R-1グランプリ2024 準々決勝進出
- 2025年 R-1グランプリ2025 3回戦進出

## 出演

### テレビ
- くせになるややこしさ ブラックマヨネーズのハテナの缶詰（讀賣テレビ）
- ytv漫才新人賞選考会（讀賣テレビ）
- お笑いワイドショー マルコポロリ!（関西テレビ）
- 走れ!みつくに社長 おススメ情報お届けします（テレビ大阪）
- ジュニア千原と大輔宮川のすべらない話 〜THE オーディション〜（フジテレビ）
- 漫才マン（関西テレビ）
- 2時45分からはスローでイージーなルーティーンで（関西テレビ）

### その他
- 角座ミュージックエッグ（ラジオ関西、レギュラー）
- 月刊ラジオトーク Mラジ（MBSラジオ）
- キモイリ！（京都放送）